# David Pate
David Pate (Los Angeles, 16 aprile 1962) è un ex tennista statunitense.
Giocatore destro di 182 cm per 77 kg di peso, vinse nella sua carriera 18 titoli di doppio e due di singolo. L'8 giugno 1987 arrivò ad occupare la posizione numero 18 della classifica ATP di singolo mentre il 14 gennaio 1991 era alla posizione numero uno della classifica di doppio. In carriera ha totalizzato guadagni per 2.029.723 di dollari

## Titoli doppio (18)
| Legenda                |
| Grande Slam (1)        |
| Tennis Masters Cup (0) |
| ATP Masters Series (1) |
| Grand Prix (16)        |

| Titoli per superficie |
| Cemento (13)          |
| Terra rossa (1)       |
| Erba (0)              |
| Sintetico (4)         |

| No. | Data | Torneo                                     | Superficie  | Partner      | Avversario in finale              | Punteggio          |
| 1.  | 1985 | Pilot Pen Tennis, Stratton Mountain, USA   | Cemento     | Scott Davis  | Ken Flach Robert Seguso           | 3-6, 7-6, 7-6      |
| 2.  | 1985 | Tokyo Outdoor, Tōkyō, Giappone             | Cemento     | Scott Davis  | Sammy Giammalva Jr. Greg Holmes   | 7-6, 6-7, 6-3      |
| 3.  | 1986 | Filadelfia, USA                            | Sintetico   | Scott Davis  | Stefan Edberg Anders Järryd       | 6-4, 6-7, 6-3      |
| 4.  | 1987 | Countrywide Classic, Los Angeles, USA      | Cemento     | Kevin Curren | Brad Gilbert Tim Wilkison         | 6-3, 6-4           |
| 5.  | 1987 | Johannesburg, Sudafrica                    | Cemento(i)  | Kevin Curren | Eric Korita Brad Pearce           | 6-4, 6-4           |
| 6.  | 1988 | ATP Memphis, Memphis, USA                  | Cemento(i)  | Kevin Curren | Peter Lundgren Mikael Pernfors    | 6-3, 7-5           |
| 7.  | 1988 | Johannesburg, Sudafrica                    | Cemento(i)  | Kevin Curren | Gary Muller Tim Wilkison          | 7-6, 6-4           |
| 8.  | 1989 | Sydney Indoor, Sydney, Australia           | Cemento(i)  | Scott Warner | Darren Cahill Mark Kratzmann      | 6-3, 6-7, 7-5      |
| 9.  | 1989 | Tokyo Indoor, Tōkyō, Giappone              | Sintetico   | Kevin Curren | Andrés Gómez Slobodan Živojinović | 4-6, 6-3, 7-6      |
| 10. | 1990 | Orlando, USA                               | Cemento     | Scott Davis  | Alfonso Mora Brian Page           | 6-3, 7-5           |
| 11. | 1990 | ATP Houston, Kiawah Island, USA            | Terra rossa | Scott Davis  | Jim Grabb Leonardo Lavalle        | 6-2, 6-3           |
| 12. | 1990 | Countrywide Classic, Los Angeles, USA      | Cemento     | Scott Davis  | Peter Lundgren Paul Wekesa        | 3-6, 6-1, 6-3      |
| 13. | 1990 | RCA Championships, Indianapolis, USA       | Cemento     | Scott Davis  | Grant Connell Glenn Michibata     | 4-6, 6-2, 6-2      |
| 14. | 1990 | Paris Masters, Parigi, Francia             | Sintetico   | Scott Davis  | Darren Cahill Mark Kratzmann      | 7-6, 7-6           |
| 15. | 1991 | Sydney Outdoor, Sydney, Australia          | Cemento     | Scott Davis  | Darren Cahill Mark Kratzmann      | 3-6, 6-3, 6-2      |
| 16. | 1991 | Australian Open, Melbourne                 | Cemento     | Scott Davis  | Patrick McEnroe David Wheaton     | 6-7, 7-6, 6-3, 7-5 |
| 17. | 1991 | Chicago, USA                               | Sintetico   | Scott Davis  | Grant Connell Glenn Michibata     | 6-4, 5-7, 7-6      |
| 18. | 1991 | Legg Mason Tennis Classic, Washington, USA | Cemento     | Scott Davis  | Ken Flach Robert Seguso           | 7-6, 7-6           |

### Runner-ups (18)
| No. | Data | Torneo                                       | Superficie  | Partner         | Avversario in finale           | Punteggio          |
| 1.  | 1984 | Forest Hills WCT, Forest Hills, USA          | Terra rossa | Ernie Fernandez | David Dowlen Nduka Odizor      | 7-6, 7-5           |
| 2.  | 1985 | Fort Myers, Florida, USA                     | Cemento     | Sammy Giammalva | Ken Flach Robert Seguso        | 3-6, 6-3, 6-3      |
| 3.  | 1985 | Tokyo Indoor, Tōkyō, Giappone                | Sintetico   | Scott Davis     | Ken Flach Robert Seguso        | 4-6, 6-3, 7-6      |
| 4.  | 1986 | Tennis Channel Open, Scottsdale, USA         | Cemento     | Scott Davis     | Leonardo Lavalle Mike Leach    | 7-6, 6-4           |
| 5.  | 1987 | Grand Prix de Tennis de Lyon, Lione, Francia | Sintetico   | Kelly Jones     | Guy Forget Yannick Noah        | 4-6, 6-3, 6-4      |
| 6.  | 1987 | Paris Masters, Parigi, Francia               | Sintetico   | Scott Davis     | Jakob Hlasek Claudio Mezzadri  | 7-6, 6-2           |
| 7.  | 1987 | Francoforte, Germania                        | Sintetico   | Scott Davis     | Boris Becker Patrik Kühnen     | 6-4, 6-2           |
| 8.  | 1988 | Tokyo Outdoor, Tōkyō, Giappone               | Cemento     | Steve Denton    | John Fitzgerald Johan Kriek    | 6-4, 6-4           |
| 9.  | 1989 | Indian Wells Masters, Indian Wells, USA      | Cemento     | Kevin Curren    | Boris Becker Jakob Hlasek      | 3-6, 6-3, 6-4      |
| 10. | 1989 | Tokyo Outdoor, Tōkyō, Giappone               | Cemento     | Kevin Curren    | Ken Flach Robert Seguso        | 6-4, 6-4           |
| 11. | 1990 | Tokyo Outdoor, Tōkyō, Giappone               | Sintetico   | Scott Davis     | Guy Forget Jakob Hlasek        | 6-2, 4-6, 6-2      |
| 12. | 1990 | Grand Prix de Tennis de Lyon, Lione, Francia | Sintetico   | Jim Grabb       | Patrick Galbraith Kelly Jones  | 7-6, 6-4           |
| 13. | 1991 | Tampa, USA                                   | Terra rossa | Richey Reneberg | Ken Flach Robert Seguso        | 6-7, 6-4, 6-1      |
| 14. | 1991 | U.S. Open, New York                          | Cemento     | Scott Davis     | John Fitzgerald Anders Järryd  | 6-3, 3-6, 6-3, 6-3 |
| 15. | 1991 | Tokyo Indoor, Tokyo, Giappone                | Sintetico   | Scott Davis     | Jim Grabb Richey Reneberg      | 6-3, 6-7, 6-2      |
| 16. | 1993 | Osaka, Giappone                              | Cemento     | Glenn Michibata | Mark Keil Christo van Rensburg | 7-6, 6-3           |
| 17. | 1993 | Tokyo Outdoor, Tokyo, Giappone               | Cemento     | Glenn Michibata | Ken Flach Rick Leach           | 6-4, 7-5           |
| 18. | 1993 | Canada Masters, Montréal, Canada             | Cemento     | Glenn Michibata | Jim Courier Mark Knowles       | 6-1, 1-6, 7-6      |